# Wonersh
Wonersh est un village et une paroisse civile  anglais situé dans le comté du Surrey. En 2011, sa population était de 3 412 habitants.

## Source de la traduction
- (en) Cet article est partiellement ou en totalité issu de l’article de Wikipédia en anglais intitulé « Wonersh » (voir la liste des auteurs).